# 誰よりも君だけに
誰よりも君だけに（だれよりもきみだけに）は、WILD STYLEの4枚目のシングル。

## 内容
三貴商事「カメリアダイヤモンド」CMソングで、これまでのシングルの中では唯一のオリコンチャート100位以内に入った作品及び最大のヒット作。

## 収録曲
全曲　作詞：有待雅彦　作曲・編曲：原一博
1. 誰よりも君だけに
2. 10月の雨
3. 誰よりも君だけ (inst.)